# Степанов, Борис Иванович (слесарь)
Борис Иванович Степанов (28 ноября 1928 — 15 мая 1995) — передовик советского машиностроения, слесарь-инструментальщик Томского электромеханического завода «Сибэлектромотор» Министерства электротехнической промышленности СССР, Герой Социалистического Труда (1976).

## Биография
Родился 28 ноября 1928 года в деревне Голубенки (не существует), ныне Пошехонского района Ярославской области в русской крестьянской семье. В 1941 году завод, на котором работал отец, был эвакуирован в Томск, вся семья переехала в этот город. В 1942 году скончался отец. Завершив обучение в Томской школе в 1943 году, с марта этого года приступил к трудовой деятельности на Томском электромеханическом заводе «Сибэлектромотор». сначала работал учеником слесаря, а затем самостоятельно стал работать слесарем-инструментальщиком.
В 1947 году был призван на службу в Советскую Армию, служил в Военно-морском флоте, на Тихом океане. В 1952 году уволен со службы в запас. Вернулся в город Томск и продолжил работать на заводе «Сибэлектромотор». На этом предприятии 30 лет трудился слесарем-инструментальщиком. Одновременно с работой окончил вечернюю школу рабочей молодёжи. В 1963 году завершил обучение в Томском приборостроительном техникуме. Свою работу выполнял с отличным качеством, неоднократно становился победителем социалистических соревнований. Плановые показатели всегда перевыполнял.
Указом Президиума Верховного Совета СССР от 10 марта 1976 года за выдающиеся производственные успехи, достигнутые при выполнении заданий девятой пятилетки, Борису Ивановичу Степанову присвоено звание Героя Социалистического Труда с вручением ордена Ленина и золотой медали «Серп и Молот».
Являлся членом КПСС. Избирался депутатом Томского областного и Кировского районного города Томска советов депутатов. Член Томского областного и член бюро Томского городского комитетов КПСС. Делегат XXVI съезда КПСС. Активный работник профсоюзных организаций. Делегат XV и XVI съездов советских профсоюзов, член президиума Томского областного совета профсоюзов.
Отличный наставник для молодых специалистов. Много лет был председателем Томского областного совета наставников. В 1990 году вышел на заслуженный отдых.
Проживал в городе Томске. Умер 15 мая 1995 года. Похоронен на кладбище «Бактин» в Томске.

## Награды
За трудовые успехи удостоен:
- золотая звезда «Серп и Молот» (10.03.1976)
- два ордена Ленина (20.04.1971, 10.03.1976)
- Орден Трудового Красного Знамени (08.08.1966)
- другие медали.